# Aumont-en-Halatte
Aumont-en-Halatte is een gemeente in het Franse departement Oise (regio Hauts-de-France) en telt 482 inwoners (1999). De plaats maakt deel uit van het arrondissement Senlis.

## Geografie
De oppervlakte van Aumont-en-Halatte bedraagt 6,8 km², de bevolkingsdichtheid is 70,9 inwoners per km².
De onderstaande kaart toont de ligging van Aumont-en-Halatte met de belangrijkste infrastructuur en aangrenzende gemeenten.

## Demografie
Onderstaande figuur toont het verloop van het inwonertal (bron: INSEE-tellingen).

1. ↑  Populations de référence 2022.